# Reino de Ava
El Reino de Ava (en birmano: အင်းဝခေတ်, pronunciado [ʔɪ́ɰ̃wa̰ kʰɪʔ]) fue el reino dominante en la alta Birmania (Myanmar) desde 1364 hasta 1555. Fundado en 1364, el reino fue el Estado sucesor de los pequeños estados de Myinsaing, Pinya y Sagaing que reinaron Birmania central desde el colapso del Reino de Pagan a finales del siglo XIII.  
Así como los pequeños estados que precedieron Ava, el reino fue liderado por reyes Bamar y Shan que proclamaron ser descendientes de los reyes de Pagan.

## Historia
El reino fue fundado por Thadominbya en 1364, después del colapso de los reinos de Sagaing y Pinya debido a las incursiones de los Estados Shan en el norte. En sus primeros años de existencia, Ava, se veía así misma como el verdadero reino sucesor del Reino de Pagan, trató de restaurar el antiguo imperio haciendo constantes guerras contra el Reino Mon Hanthawaddy en el sur, los Estados Shan en el norte y este, y el Estado de Rakhine en el oeste. 
Mientras era posible mantener a Taungoo y algunos Estados Shan periféricos (Kalaymyo, Mohnyin, Mogaung y Hsipaw) dentro de la "cima de su poder", Ava falló reconquistar el resto. La Guerra de los cuarenta años (1385 - 1424) contra Hanthawaddy dejó a Ava exhausta. Desde la década de 1420 hasta los principios de la década de 1480, Ava regularmente enfrentó rebeliones en sus regiones vasallas cuando un nuevo rey llegó al poder. En la década de 1480 y 1490, el Reino de Prome en el sur y los Estados Shan en el norte, que estaban bajo la influencia del Reino de Ava, se separaron, y Taungoo se convirtió tan fuerte como Ava. En 1510, Taungoo también se separó de Ava.
Ava estaba bajo intensos ataques de los Estados Shan para el primer trimestre del Siglo XVII. En 1527, la Confederación de los Estados Shan, liderados por el Estado de Mohnyin en alianza con el Reino de Prome, saquearon el Reino de Ava. La Confederación colocó reyes nominales en Ava y gobernaron mucha parte de la alta Birmania. Así como Prome estaba en alianza con la Confederación, únicamente el diminuto estado de Taungoo se convirtió en el último reducto de las personas Bamar independientes.
El fallo de la Confederación al tratar de extinguir Taungoo resultó costoso. Rodeado de reinos hostiles, Taungoo tomó la iniciativa de consolidar su posición, y derrotó a Hanthawaddy en 1534 - 1541. Cuando Taungoo se puso en contra de Prome, los Estados Shan tardíamente enviaron sus ejércitos. Taungoo tomó el Reino de Prome en 1542 y Pagan (antigua Bagan), justo abajo de Ava, en 1544. En enero de 1555, el Rey Bayinnaung de Taungoo conquistó Ava, terminando el oficio de la ciudad así como la capital de la alta Birmania por casi 2 siglos.

- Datos: Q2500952